# Warriors FC
El Warriors Football Club (anteriormente Singapore Armed Forces FC) fue un club de fútbol profesional de Singapur, El club representaba a las Fuerzas Armadas de Singapur, fue fundado en el año 1975.

## Historia
El equipo fue fundado en el año 1975, teniendo sus orígenes en las Fuerzas armadas de Singapur, con futbolistas que brindaban el servicio militar y jugar en un nivel competitivo y en ese año ganaron la Copa Presidente de Singapur. En 1995 se volvieron un equipo profesional de fútbol.
Ingresaron a la S.League en el año 1996 como consecuencia del abandono de la Liga por parte del SAFSA, decisión que mantuvieron hasta 1999, cuando reingresaron a la Liga.

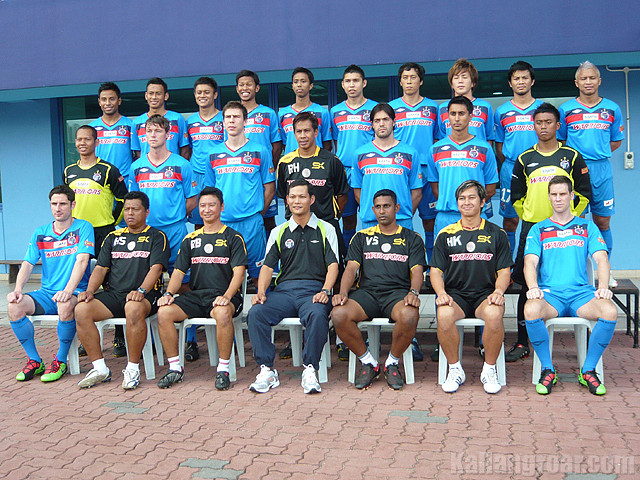
Equipo SAFFC 2010

Para el 20 de enero del 2013, el SAFFC cambió de nombre por el de Warriors FC antes del inicio de la Temporada 2013 de la S.League y de la Copa de la AFC 2013.

## Palmarés
- S.League: 9

1997, 1998, 2000, 2002, 2006, 2007, 2008, 2009, 2014
- Copa de Singapur: 4

1999, 2007, 2008, 2012
- Copa FA de Singapur: 1

1997
- Singapore Charity Shield: 2

2008, 2010

## Participación en competiciones de la AFC
- AFC Champions League: 2 apariciones

2009 - Fase de grupos
2010 - Fase de grupos
- Copa de Clubes de Asia: 3 apariciones

| 1999 - Primera ronda | 2000 - Segunda ronda | 2002 - Primera ronda |

- Copa de la AFC: 4 apariciones

2007 - Cuartos de final
2008 - Cuartos de final
2013 - Fase de grupos
2015 - Fase de grupos
- Cup Winners Cup: 2 apariciones

| 1997/98 - Segunda ronda | 2000/01 - Primera ronda |

## Entrenadores
- Hussein Aljunied (1981–1986)
- Vincent Subramaniam (1996–98)
- Mladen Pralija (1999)
- Fandi Ahmad (2000–03)
- Jimmy Shoulder (2004)
- Kim Poulsen (2005)
- Richard Bok (May 2006–Dec 12)
- V. Selvaraj (Jan 2013–)

## Gerencia
- Presidente:  Lam Shiu Tong
- Vicepresidente:  Mohamad Fadzully Abas &  Donald Tan
- Secretario Honorario:  Kok Wai Leong
- Tesorero Honorario:  Douglas Tan
- Supervisor del Equipo:  Laurence Goh

## Jugadores

### Jugadores destacados

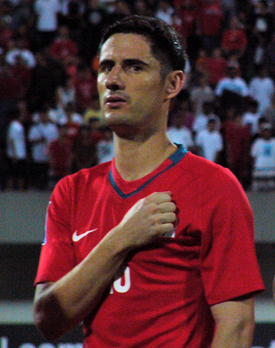
Daniel Bennett. Jugador nacido en Inglaterra, pero juega actualmente en el SAFFC y representa a la selección de Singapur

| - Taisuke Akiyoshi - Kenji Arai - Masahiro Fukasawa - Norikazu Murakami - Fandi Ahmad - Rafi Ali - Richard Bok - Aleksandar Đurić - Rezal Hassan - Ahmad Latiff Khamaruddin - Tan Kim Leng - Nazri Nasir - V. Selvaraj - John Wilkinson - Daniel Bennett - Park Tae-Won - Therdsak Chaiman - Kiatisuk Senamuang | - Nenad Baćina - Velimir Crljen - Jure Ereš - Mirko Grabovac - Goran Gubrušić - Ivan Lovrić - Davor Mioč - Ivica Raguž - André Gumprecht - Niklas Sandberg - Greg Nwokolo - Federico Martínez |

### Plantel 2018
- = Lesionado de larga duración
- = Capitán